# В поисках снежного барса
«В поисках снежного барса» (фр. La Panthère des neiges) — французский документальный фильм 2021 года. В фильме рассказывается об исследовательской экспедиции Сильвена Тессона и Венсана Мюнье по поиску снежного барса в горах Тибета. Премьера фильма состоялась 13 июля 2021 г. на 74-м Каннском кинофестивале, 15 декабря того же года фильм вышел в широкий прокат во Франции, а 22 декабря — в ограниченный прокат в США. Фильм был признан лучшим документальным фильмом на 47-й церемонии вручения премии «Сезар» и лучшим документальным фильмом на 27-й церемонии вручения премии «Люмьер» (фр. 27th Lumières Awards).

## Сюжет
«В самом сердце Тибетского нагорья лауреат многочисленных премий фотограф-натуралист Венсан Мюнье делится с писателем Сильваном Тессоном своей давней мечтой: встретиться с „невидимкой“ — снежным барсом. Мюнье раскрывает Тессону тайны искусства ожидания и терпения, которые необходимы при наблюдении за животными. Во время путешествия по тибетским вершинам, населенным „невидимками“, путешественники размышляют о взаимосвязи человека с миром животных и великолепными горными пейзажами, встречающихся на их пути».

## Сборы
Сборы фильма «В поисках снежного барса» составили 151 006 долларов в Северной Америке и 5,6 млн долларов в мировом прокате.

## Критика
На сайте Rotten Tomatoes рейтинг фильма составляет 100 % на основе 46 рецензий и среднюю оценку 8/10. Критики отмечают: «Повествование может отпугнуть некоторых зрителей своим неспешным развитием сюжета, но в случае фильма „В поисках снежного барса“ отсутствие действия с лихвой компенсирует потрясающей кинематографией». Сайт Metacritic, использующий средневзвешенную оценку, поставил фильму 78 баллов из 100, что свидетельствует о «благоприятных отзывах».
Брайан Таллерико (англ. Brian Tallerico) из RogerEbert.com назвал фильм «успокаивающе медитативным». Пол Бирнс (англ. Paul Byrnes) из The Sydney Morning Herald поставил фильму 4 звезды из 5, назвав его «трансцендентно красивым». Питер Брэдшоу из The Guardian также поставил фильму 4 звезды из 5, заявив, что «в фильме чувствуется авторский стиль, которых далеко выходит за рамки клише, свойственных документальным фильмам о природе».

## Музыка
Саундтрек к фильму написан Ником Кейвом и Уорреном Эллисом и выпущен 17 декабря 2021 года компанией Lakeshore Records. Шивон Кейн (англ. Siobhán Kane) из The Irish Times оценила саундтрек в 4 звезды из 5, назвав его «прекрасным в своей естественности». Люси Харброн (англ. Lucy Harbron) из Clash оценила его в 7/10, отметив, что саундтрек «представляет собой неотъемлемую часть дискографии Ника Кейва и Уоррена Эллиса».
| №   | Название                                   | Длительность |
| --- | ------------------------------------------ | ------------ |
| 1.  | «L'attaque des Loups»                      | 3:23         |
| 2.  | «Les Cerfs»                                | 5:02         |
| 3.  | «Antilope»                                 | 2:33         |
| 4.  | «La Bête»                                  | 1:21         |
| 5.  | «Les Yaks»                                 | 2:26         |
| 6.  | «Des Affûts Elliptiques»                   | 3:07         |
| 7.  | «Les Nomades»                              | 1:21         |
| 8.  | «La Grotte»                                | 3:19         |
| 9.  | «Les Princes»                              | 3:02         |
| 10. | «La Neige Tombe»                           | 1:53         |
| 11. | «Les Ours»                                 | 4:37         |
| 12. | «Un Être Vous Obsède»                      | 2:54         |
| 13. | «L'apparition (English: We Are Not Alone)» | 9:40         |